# Yūichi Yamauchi
Yūichi Yamauchi (japanisch 山内 祐一 Yamauchi Yūichi; * 26. Oktober 1984 in der Präfektur Kumamoto) ist ein japanischer Fußballspieler.

## Karriere
Yamauchi spielte Fußball für die Universitätsmannschaft der Fukuoka-Universität. Seinen ersten Profivertrag unterschrieb er Anfang 2007 bei Rosso Kumamoto (heute: Roasso Kumamoto). Der Verein spielte in der dritthöchsten Liga des Landes, der Japan Football League. Gleich in seiner ersten Saison wurde er mit dem Verein Vizemeister der Japan Football League und stieg in die J2 League auf. 2011 wechselte er zum Drittligisten V-Varen Nagasaki. Anfang 2012 wechselte er zum niederklassigen australischen Fußballverein Blacktown City. Nach einem Jahr zog er weiter zu Sydney United.